# (696) Leonora
Pour les articles homonymes, voir Léonore.
(696) Leonora est un astéroïde de la ceinture principale découvert le 10 janvier 1910 par l'astronome américain Joel Metcalf.
Sa désignation provisoire était 1910 JJ.